# کانیدین اویل سندز
کانیدین اویل سندز (به انگلیسی: Canadian Oil Sands) شرکت انرژی کانادایی است، که از طریق مشارکت انتفاعی با شرکت سینکرود؛ در زمینه استخراج ماسه‌های نفتی، از طریق شرکت تابعه کانیدین آرکتیک در تولید گاز طبیعی و نیز در حوزه استخراج نفت فعالیت می‌کند.
شرکت کانیدین اویل سندز در سال ۱۹۹۵ توسط شرکت انکانا تأسیس شد و در سال ۲۰۰۱ با شرکت آتاباسکا اویل سندز ادغام گردید. این شرکت هم‌اکنون مالک ۳۶ درصد از سهام شرکت سینکرود (بزرگترین شرکت استخراج ماسه‌های نفتی جهان) می‌باشد.
دفتر مرکزی این شرکت در شهر کلگری، آلبرتا قرار دارد و بخشی از سهام آن در بازار بورس تورنتو معامله می‌شود.